# Zespół Robertsa

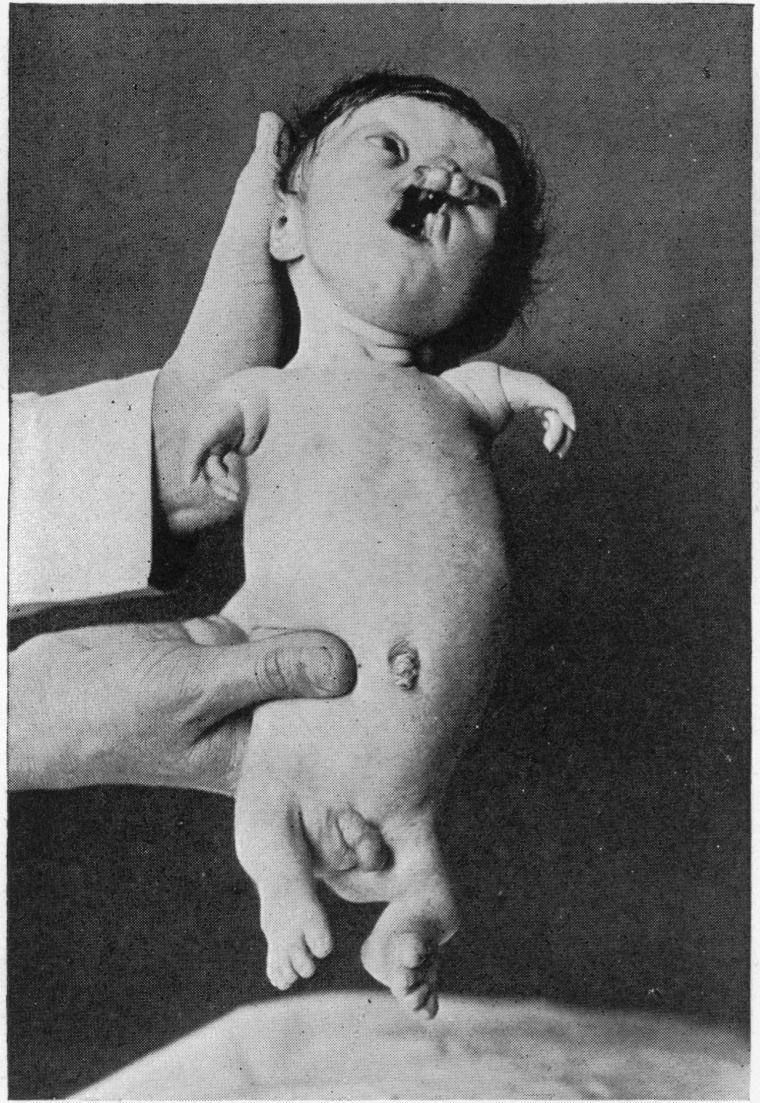
Dziecko opisane przez Johna B. Robertsa w 1924 roku. Zwracają uwagę rozszczep wargi, wytrzeszcz gałek ocznych, skrócenie wszystkich kończyn i duże prącie

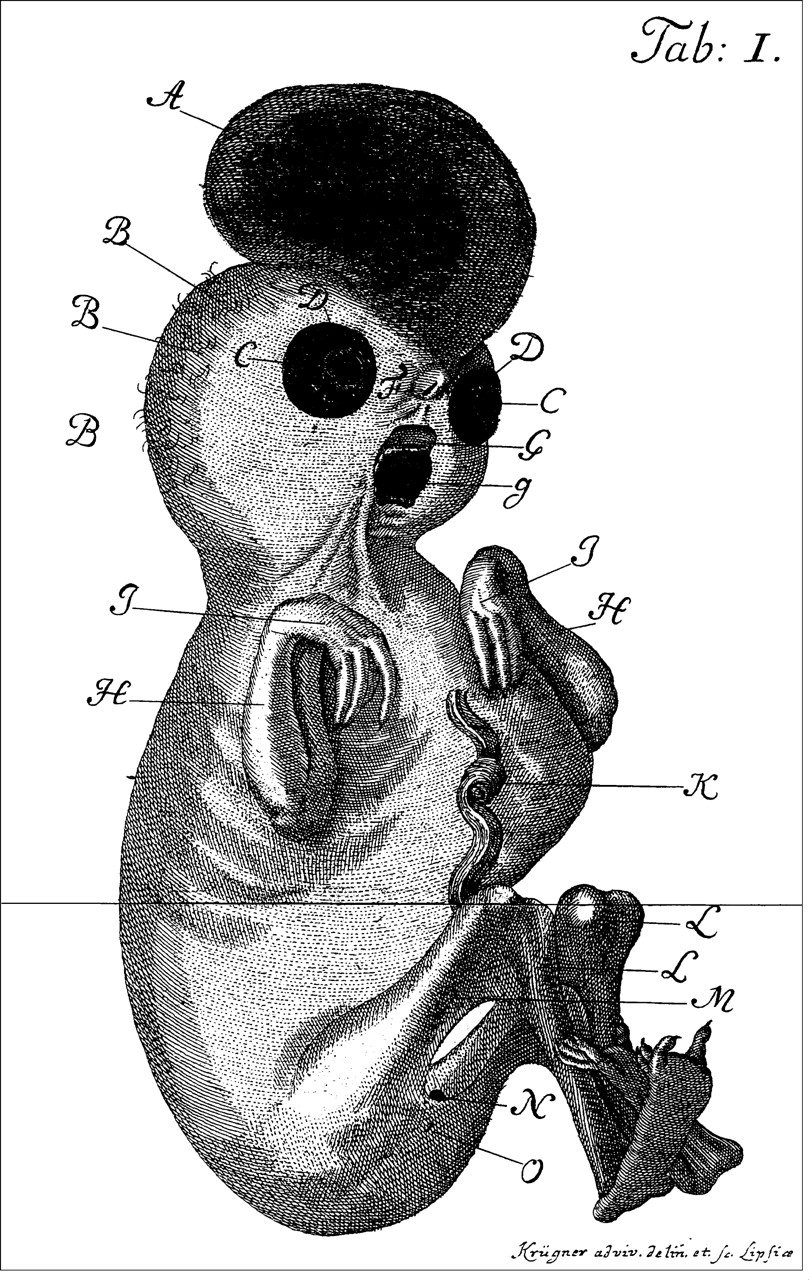
Rycina z pracy Gottlieba Fridericiego "Monstrum Hvmanvm Rarissimvm recens in lvcem editvm in tabula exhibet simvlque observationibus pathologicis aliisque illvc pertinentibvs breviter illvstrat" przedstawiająca prawdopodobnie martwy płód z zespołem Robertsa

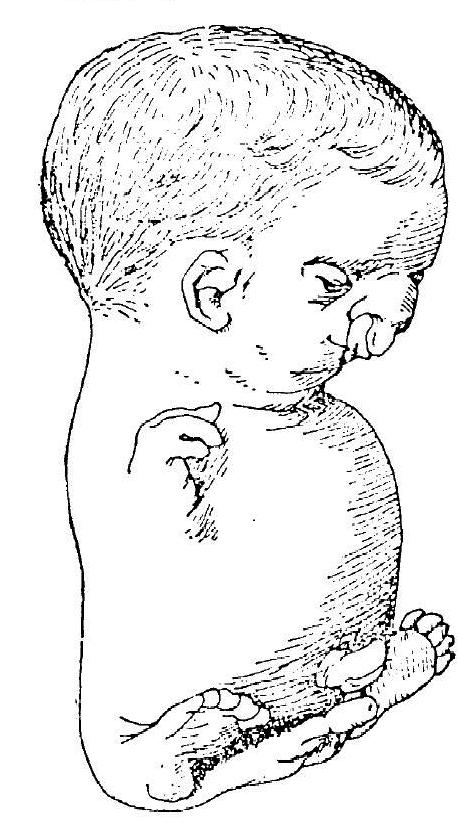
Rycina z pracy Virchowa z 1898 roku

Zespół Robertsa (zespół pseudotalidomidowy, zespół Appelta-Gerkena-Lenza, ang. Roberts' syndrome, pseudothalidomide syndrome, Appelt-Gerken-Lenz syndrome) – rzadki, uwarunkowany genetycznie zespół wad wrodzonych, charakteryzujący się symetrycznym skróceniem wszystkich kończyn i niezwykłą nieprawidłowością cytogenetyczną, jaką jest przedwczesne oddzielenie centromeru, uniemożliwiające proces parowania chromatyd.

## Historia
Nazwa zespołu upamiętnia Johna Binghama Robertsa, który opisał przypadek zespołu w 1919 roku. Roberts w krótkim doniesieniu zaakcentował fakt pokrewieństwa rodziców, ale nie określił sposobu dziedziczenia. 
Z czasem w literaturze znaleziono szereg znacznie wcześniejszych przekazów o urodzeniach dzieci, spełniających kryteria zespołu Robertsa. S. Batman mógł opisać chorobę w 1581 roku, jednak jego opis jest zbyt niedokładny. Francois Bouchard opisał zespół, jak się wydaje, najwcześniej, bo w 1672 roku. Inny opis autorstwa niemieckiego lekarza Gottlieba Fridericiego pochodzi z 1737 roku. W XIX wieku przypadki domniemanego zespołu Robertsa przedstawili Mayer w 1829 roku i Isidore Geoffrey St-Hilaire w 1838; wprowadził on do medycyny pojęcie fokomelii, wywiedzione z greckiego phoka oznaczającego fokę. Rudolf Virchow w 1898 roku opisał przypadek zmarłego po porodzie dziecka, również spełniającego kryteria zespołu.
Inne wczesne opisy były autorstwa Stroera oraz Appelta i wsp.. Appelt i wsp. jako pierwsi uznali, że symetryczna fokomelia opisana przez Robertsa stanowi odrębny zespół wad wrodzonych. Appelt kierował w tym czasie pediatryczną sekcją Kreiskrankenhaus Eisenach w Niemczech Wschodnich, i potajemnie opublikował pracę razem z dwoma kolegami z Niemiec Zachodnich. Herrmann, Opitz i wsp. w 1969 roku opisali zespół, który nazwali zespołem SC (od pierwszych liter nazwisk rodzin probandów), Temtamy w 1974 roku określiła ten zespół jako tożsamy z zespołem Robertsa.

## Etiologia
Zespół Robertsa spowodowany jest mutacjami w genie ESCO2 (cohesion 1 homolog 2 gene) w locus 8p21.1, którego produkt białkowy odpowiada za prawidłowe tworzenie się par chromatyd siostrzanych w fazie S cyklu komórkowego.

## Objawy i przebieg
- malformacje czaszkowo-twarzowe (bardzo duża zmienność):
  - obustronne rozszczepy wargi i podniebienia w ciężkich przypadkach
  - brak rozszczepów wargi lub podniebienia w niektórych przypadkach
  - hiperteloryzm oczny
- nieprawidłowości oczne:
  - wytrzeszcz spowodowany płytkością oczodołów
  - niebieskawe twardówki
  - małoocze
  - koloboma powieki
  - anomalia Petersa
  - zmętnienie rogówki
  - zaćma
- szeroki grzbiet nosa
- hipoplastyczne skrzydełka nosa
- naczyniaki wargi, nosa, twarzy lub czoła
- mikrognacja
- malformacje małżowin usznych, brak płatka, nisko osadzone, zrotowane do tyłu małżowiny
- ciemne włosy skalpu z czasem cieńczeją i przybierają srebrzystą barwę
- wady kończyn:
  - fenotyp bardzo zmienny
  - zazwyczaj symetryczne
  - zazwyczaj silniej wyrażone w kończynach górnych niż dolnych
  - w najcięższej postaci zupełny brak kończyn i szczątkowe palce, w łagodnych niewielkie skrócenie długości kończyn
  - fokomelia, charakterystyczna tetrafokomelia (-fokomelia wszystkich czterech kończyn), w 11% ubytki kończyn dotyczą dwóch z nich, brak fokomelii w 2%
- często zmniejszona liczba palców (oligodaktylia)
- dysplazja lub aplazja kości promieniowej
- brak 1. kości śródręcza, kciuka lub 1. paliczka
- inne wady:
  - wady ośrodkowego układu nerwowego
    - opóźnienie umysłowe
    - małogłowie
    - krótkogłowie
    - wodogłowie
    - agenezja opuszek węchowych
    - zwapnienia jąder podstawy
    - encephalocele
    - porażenia nerwów czaszkowych
    - drgawki

  - wrodzone wady serca
    - ubytek przegrody międzyprzedsionkowej
    - przetrwały przewód tętniczy
    - stenoza ujścia płucnego
    - stenoza aortalna
    - wspólny kanał przedsionkowo-komorowy

  - wady nerek
    - nerki wielotorbielowate
    - nerki dysplastyczne
    - nerka podkowiasta
    - wodonercze
    - agenezja nerki

  - niedrożność przewodu pokarmowego
  - śledziony dodatkowe, połączenie śledzionowo-mosznowe
  - wnętrostwo
  - spodziectwo
  - makropenis lub klitoromegalia, przerost warg sromowych mniejszych
  - macica dwurożna
  - niechęć do ssania
  - mięsak groniasty[16]
  - czerniak złośliwy[17].

## Różnicowanie
- zespół SC fokomelia, obecnie uważany za ten sam zespół (Roberts-SC phocomelia syndrome): tetrafokomelia, srebrzyste włosy, naczyniak twarzy, hipoplastyczne skrzydełka nosa; zazwyczaj brak rozszczepów linii środkowej twarzy, przedłożone przeżycie, mniejszy stopień opóźnienia umysłowego lub fizycznego, zazwyczaj mniej nasilona fokomelia
- zespół TAR: aplazja kości promieniowej, obecne kciuki, trombocytopenia hipomegakariotyczna, brak rozszczepu podniebienia
- embriopatia talidomidowa
- zespół Holt-Orama
- tetrafokomelia Zimmera
- zespół Ballera-Gerolda